# Warren (voornaam)

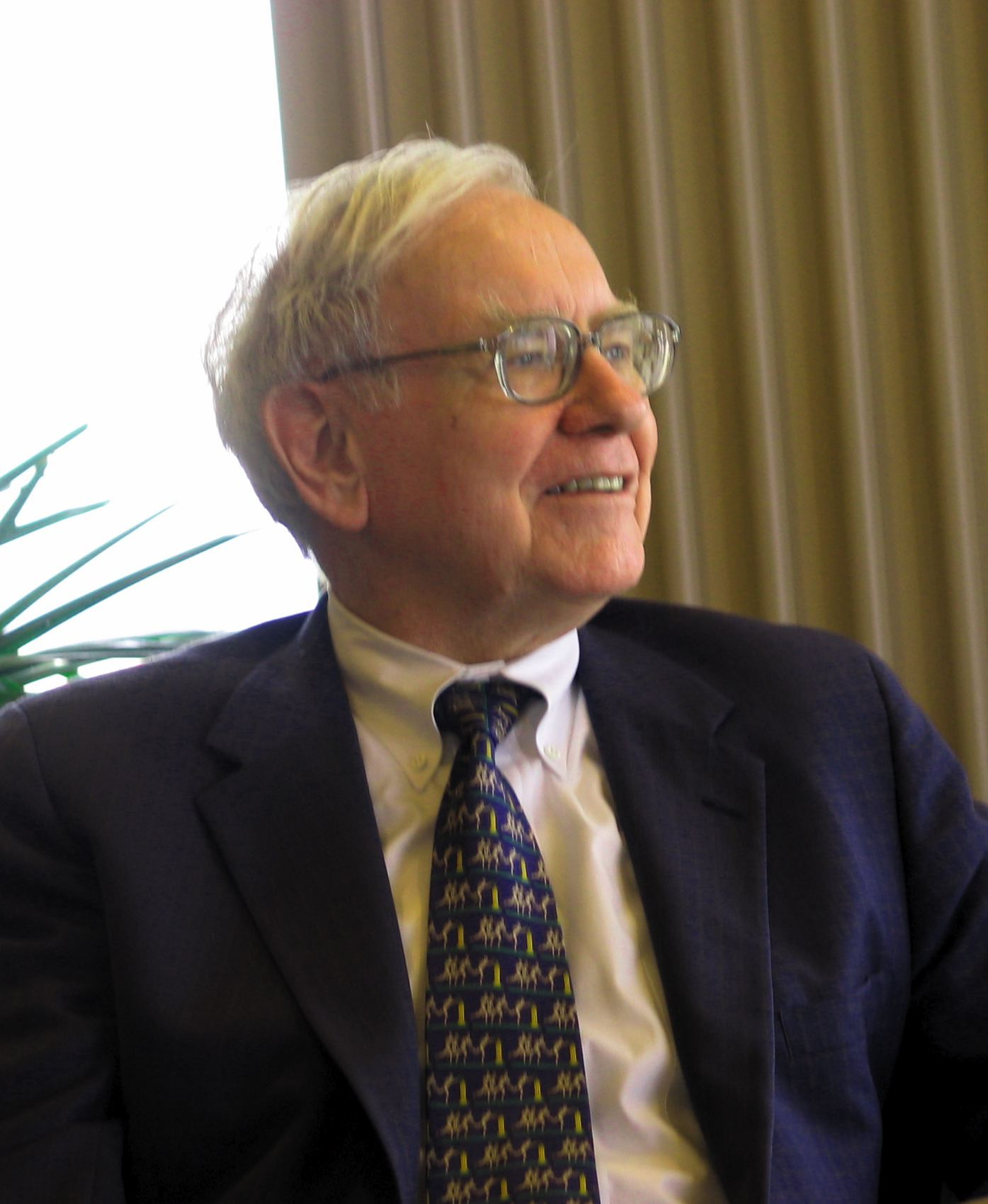
Warren Buffett

Warren is een Engelse jongensnaam. Oorspronkelijk was de naam voornamelijk een achternaam, die in het Engels is ingevoerd door de Normandiërs. De naam is dan later als voornaam gebruikt en kwam al vrij vaak voor in de 19e eeuw in de Verenigde Staten.

## Oorsprong
Er zijn twee veronderstellingen voor de oorsprong van de naam.
1. De naam is afgeleid van "-war-", wat "beschermer" betekent.
2. De naam heeft een topografische herkomst: "de Warenne", wat "van La Varenne" betekent.

## Bekende naamdragers
- Warren Barton, Engels voetballer
- Warren Beatty, Amerikaans filmacteur, -regisseur en -producent
- Warren Buffett, Amerikaans zakenman en investeerder
- Warren Burger, Amerikaans opperrechter
- Warren Christopher, Amerikaans advocaat en politicus
- Warren G,  Amerikaans rapper en muziekproducent
- Warren G. Harding, 29e president van de Verenigde Staten
- Warren Haynes, Amerikaans muzikant
- Warren Sapp, Amerikaans Americanfootballspeler
- Warren L. Wagner, Amerikaans botanicus
- Warren Zevon, Amerikaans muzikant
- Warren Zimmermann, Amerikaans diplomaat